# 鲍里斯·切尔诺乌索夫
鲍里斯·尼古拉耶维奇·切尔诺乌索夫（俄语：Борис Николаевич Черноусов，1908年6月30日—1978年1月2日），苏联党和国家领导人。曾任联共（布）莫斯科州委第二书记、俄罗斯苏维埃联邦社会主义共和国部长会议主席、全联盟共产党（布尔什维克）中央组织局委员等职务。

## 生平
- 1908年6月30日出生于沙俄辛比尔斯克省塞兹兰的一个铁路工人家庭。1924年加入共青团。
- 1924年-1929年，塞兹兰、乌里扬诺夫斯克、萨马拉等地共青团组织工作。
- 1929年-1930年，莫斯科工厂机械师。1929年加入联共（布）。
- 1930年-1935年，莫斯科动力学院学习。
- 1935年-1938年，莫斯科工厂机械师。
- 1938年-1939年1月，工厂党组书记、联共（布）莫斯科市斯大林区委第一书记。
- 1939年1月-1948年11月，联共（布）莫斯科州委第二书记。
- 1948年7月-1949年3月，联共（布）中央工会、共青团部部长。
- 1949年3月-1952年10月，俄罗斯苏维埃联邦社会主义共和国部长会议主席。
- 1952年10月-1955年，莫斯科照明灯具厂厂长。
- 1955年-1957年，苏联汽车工业部副部长。
- 1957年-1964年，苏联国家计划委员会部副部长，苏联国民经济委员部副部长。
- 1964年-1978年1月，苏联常驻经济互助委员会代表顾问。
- 1978年1月2日于莫斯科逝世，享年69岁。葬于新圣女公墓。

切尔诺乌索夫是联共（布）18大，苏共19大代表；第18届中央候补委员，第18届中央委员会组织局委员；第1-2届苏联最高苏维埃联盟院代表，第3届苏联最高苏维埃民族院代表；第3届俄罗斯苏维埃联邦社会主义共和国最高苏维埃代表。

## 荣誉
- 列宁勋章
- 两次一级卫国战争勋章
- 劳动红旗勋章